# ターニャ・カルーニヴァレ
ターニャ・カルーニヴァレ（Tanya Kalounivale、1999年1月20日 - ）は、ニュージーランドの女子ラグビー選手。

## プロフィール
- フィジー・スバ出身[1]。
- ポジションはプロップ(PR)。
- 身長 178cm、体重 129kg
- 女子ニュージーランド代表キャップは4（2022年11月現在）。

## 略歴
2022年、ラグビーワールドカップ2021の女子ニュージーランド代表に選ばれて、ブラックファーンズ2大会連続優勝に貢献。